# W naszym domu
W naszym domu (tyt.oryg. Në shtepinë tonë) – albański film fabularny z roku 1979 w reżyserii Dhimitra Anagnostiego.

## Opis fabuły
Mały chłopiec Miri śledzi swoją siostrę Anę. Odkrywa, że Ana spotyka się potajemnie z zakochanym w niej chłopcem. Po odkryciu sekretu swojej siostry Miri ucieka z domu, a ojciec zaczyna go poszukiwać. Odnajduje syna, a ten wyjawia mu tajemnicę Any. Wprawdzie autorytet ojca został nadwerężony, ale miłość Any zwycięża.
Film realizowano w Tiranie. W 1980 został wyróżniony specjalną nagrodą jury na festiwalu filmów dla dzieci i młodzieży w Salerno.

## Obsada
- Roza Anagnosti jako nauczycielka
- Bujar Asqeriu jako Fatos
- Tatiana Leska jako Ana
- Eptan Lohja jako Fatmir
- Robert Ndrenika jako Stefi
- Mimika Luca jako Flora
- Marta Burda jako sąsiadka
- Agron Ballabani jako Genc
- Evis Bakllamaja jako Edlira
- Ilia Shyti jako sąsiad
- Marika Kallamata jako sąsiadka
- Esma Agolli
- Zyra Cerkani
- Era Dhimitri
- Skender Hoxha
- Dhimitra Keta
- Llambro Konomi
- Gjyzepina Panxhi